# Laura Georges
Laura Stéphanie Georges, född 20 augusti 1984 i Le Chesnay i Île-de-France, är en fransk före detta fotbollsspelare (mittback). Hon representerade senast klubben Bayern München. Georges har även spelat för Paris Saint-Germain och Lyon.
Hon spelade för det franska landslaget mellan 2001 och 2018. Totalt sett gjorde Georges 188 landskamper. Hon gjorde sin debut i landslaget i en match mot Nederländerna den 26 september 2001.
Hon var en del av Frankrikes trupp i VM i Kanada år 2015. Hon fick speltid i samtliga matcher som laget spelade i turneringen, där Frankrike slogs ut i kvartsfinalen efter straffar mot Tyskland.